# كهوف كاسكيد
كهوف كاسكيد (بالإنجليزية: Cascade Caverns)‏؛ هي مجموعة من الكهوف التي تقع في مقاطعة كندال في الولايات المتحدة. اكتشفت في عام 1800.

## السياحة
تعد «كهوف كاسكيد» إحدى مواقع الجذب السياحي في مقاطعة كندال في ولاية تكساس الأمريكية.